# タイス・ダリンガ
タイス・ダリンガ（Thijs Dallinga、2000年8月3日 - ）は、オランダ・フローニンゲン出身のサッカー選手。ボローニャFC所属。ポジションはFW。
性のDallingaは、オランダ語の発音に近い表記だとダリンハになる。

## クラブ経歴
2012年からFCエメンの下部組織で育成され、2017-18シーズンにトップチームデビューを果たした。
2018年7月、FCフローニンゲンに移籍し、U-23チームに登録された。
2021年5月6日、SBVエクセルシオールに移籍し、2年＋延長オプションの契約を結んだ。加入後すぐにレギュラーに定着し、9月3日のFCデン・ボスでは4ゴールを挙げるなど得点を量産し、リーグ折り返し時点で24ゴールを記録した。
2022年7月1日、トゥールーズFCに移籍した。リーグ・アン開幕戦のOGCニース戦でデビューすると、早速初ゴールを挙げたものの試合は1-1の引き分けに終わった。また、2022-23シーズンのクープ・ドゥ・フランス決勝FCナント戦では、2ゴールを挙げて5-1での大勝に貢献し優勝を経験した。なお、自身は大会通算6得点で得点王に輝いている。

## タイトル
トゥールーズ
- クープ・ドゥ・フランス：2022-23